# Astragalus mangeri
Astragalus mangeri är en ärtväxtart som beskrevs av Joseph Friedrich Nicolaus Bornmüller. Astragalus mangeri ingår i släktet vedlar, och familjen ärtväxter. Inga underarter finns listade i Catalogue of Life.